# Сборная Азербайджана по волейболу сидя
Сборная Азербайджана по сидячему волейболу действует при Национальном паралимпийском комитете Азербайджана и представляет Азербайджан на международных соревнованиях по сидячему волейболу. Главным тренером сборной является Эльмира Агакишиева, тренер — председатель общества карабахских инвалидов Сумгаита Тарлан Гаджизаде.
Сборная Азербайджана по сидячему волейболу представляла Азербайджан на Континентальном кубке 2011 года, проходившем в британском Кеттеринге (первый официальный турнир сборной) и на чемпионате Европы 2011 года, проходившем в голландском Роттердаме.